# Linagliptine
Linagliptine, merknaam Trajenta®, is een geneesmiddel dat wordt gebruikt bij de behandeling van diabetes mellitus. Het is een selectieve dipeptidylpeptidase 4 (DPP-4)-remmer. Het voorkomt hydrolyse van de incretinehormonen door het enzym DPP-4. Hierdoor stijgen de plasmaconcentraties van de actieve vorm van GLP-1 (glucagon-achtig-peptide-1) en GIP (glucose-afhankelijk-insulinotroop-eiwit). Door deze toename van GLP-1 en GIP wordt de insulineafgifte verhoogd en de glucagonconcentratie verlaagd op glucoseafhankelijke wijze. Dit leidt bij diabetes mellitus type 2 tot een lager HbA1c-gehalte en lagere nuchtere en postprandiale glucosewaarden.
Het is beschikbaar als tablet 5 mg. De dosering is 5 mg 1x per dag oraal. Bij verminderde nierfunctie hoeft de dosering als enige in de groep van de (DPP-4)-remmers niet te worden aangepast, omdat de stof maar voor 5% via de nier wordt uitgescheiden. Linagliptine geeft geen wisselwerking met andere geneesmiddelen. Zelf wordt de stof versneld afgebroken door sterke CYP3A4 inductoren zoals rifampicine. De maximale bloedspiegel daalt dan ruim 40%. Het gebruik wordt dan ontraden.
Linagliptine werd op 6 oktober 2011 geregistreerd voor gebruik in Europa.
Bij de behandeling van diabetes mellitus  type 2 heeft linagliptine als monotherapie, tweevoudige therapie in combinatie met metformine en drievoudige therapie in combinatie met metformine en een sulfonylureumderivaat een gelijke therapeutische waarde als sitagliptine, vildagliptine en saxagliptine bij dezelfde indicaties.

## Waarschuwing na registratie
Op 14 maart 2013 bracht de FDA een waarschuwing naar buiten voor een hogere kans op pancreatitis.
Ook het EMA stelt een onderzoek in.